# Дараган, Игорь Александрович
Игорь Александрович Дараган (6 марта 1928, Ленинград — 27 ноября 1984) — советский скульптор и медальер.

## Биография
Игорь Дараган родился 6 марта 1928 года в Ленинграде. С 1946 по 1953 год учился в Московском высшем художественно-промышленном училище (бывшем Строгановском) у Е. Ф. Белашовой и С. Л. Рабиновича. Дипломная работа — рельеф «Строительство Волго-Донского канала» (руководитель Г. И. Мотовилов). В 1953 году вступил в Союз художников СССР. С 1954 года принимал участие в художественных выставках. Участвовал в зарубежных выставках в Польше (1974) и Румынии (1979). Жил и работал в Москве. Произведения Игоря Дарагана находятся в собраниях Государственного центрального музея современной истории России, Эрмитажа, Третьяковской галереи и других музеев.
Умер в Москве 27 ноября 1984 года. Похоронен на Ваганьковском кладбище.

## Оценки
По мнению искусствоведа А. Г. Халтурина, в работе над медалью на тему «Слова о полку Игореве» Игорь Дараган стремился «осмыслить историзм явления». Он создал трагический образ: «монолит русского войска и тревожные знамения предстоящей гибели».

## Работы

Мемориал в посёлке Фряново

- На фестивале (1957, барельеф, гипс, совместно с Б. А. Широковым)[1]
- Фестиваль молодёжи (1957, дерево)[1]
- 41-й год. Из окружения (1958—1960, дерево)[1]
- Комсомольцы двадцатых годов (1964, гипс)[1]
- Рельеф в Институте кабельной промышленности в Москве (1972, кованый алюминий, архитектор С. Молчанов)[3]
- Надгробный памятник министру заготовок СССР Л. Р. Корнийцу (1973, камень, архитектор С. Молчанов)[3]
- Памятник-бюст дважды Герою Социалистического труда П. М. Зернову в деревне Литвиново Владимирской области (ныне в составе города Кольчугино; 1974, бронза, архитектор С. Молчанов)[3]
- Памятник погибшим в годы Великой Отечественной войны в Липецкой области (1964, кованая медь)[1]
- Памятник погибшим в годы Великой Отечественной войны в посёлке Фряново (1965)[6]
- Памятник «По дорогам войны» в Вологодской области (1966, алюминий)[1]
- Памятник погибшим в годы Великой Отечественной войны в селе Клёповка Воронежской области (1967, алюминий)[1]
- Памятник погибшим в годы Великой Отечественной войны в городе Юрьев-Польский (1975, бетон, архитектор С. Молчанов)[3]
- Рельеф в Москве (1975, камень, совместно со скульптором Б. А. Широковым, архитектор А. Стрелков)[3]

Медали
- Христофор Колумб (1961, бронза)[3]
- Сервантес (1965, томпак)[3]
- Можайский (1975)[5]
- Рахманинов (1976, томпак)[3]
- Гиляровский (1977, бронза)[3]
- Тициан (1979, бронза)[3]
- Рубинштейн (1980, бронза)[3]
- «В честь 350-летия со дня организации народного ополчения Мининым и Пожарским» (1962)[1]
- «К 100-летию со дня рождения К. С. Станиславского» (1963)[1]
- «К 100-летию со дня рождения Ф. Нансена» (1963)[1]
- «775 лет со дня создания „Слова о полку Игореве“» (1964)[1]
- «400 лет со дня рождения У. Шекспира» (1964)[1]
- «400 лет со дня смерти Микеланджело Буонарроти» (1964)[1]
- «К 450-летию со дня смерти Сервантеса» (1966)[1]
- «Октябрь» (к 100-летию со дня рождения В. И. Ленина, 1969)[1]